# 暦注下段
暦注下段（れきちゅうげだん）とは、暦の最下段に書かれていた選日（日々の吉凶）についての暦注である。単に下段ともいう。古代中国から続く占術である農民暦が基になっており、天赦日や受死日等、農民暦と重なる内容が多い。

## 一覧
下段の暦注は本来、受死日（●）と十死日（十し）は他のものと重複して記載されず、その他のものは1日にいくつも重なることが多く、たまに下段が空欄になることもあるというものである。しかし現在では六曜や九星などに押されてマイナーになっていることもあり、現在の市販の暦では、下段自体を記載しなかったり、記載するにしても1日に1つあるいは2つしか記載されなかったり、複数個記載する場合でも、受死日や十死日であっても他のものと重複して記載されたりしている場合も多い。
明治～昭和戦前のお化け暦における暦注下段は、暦の専門家が監修していたわけではないこともあり、本来の下段の決め方と全く合致しない場合も少なくなかった。
暦注下段は現代の日本では暦注の中でもかなりマイナーなため、七曜表形式のカレンダーに記載されることはほとんどない。

### 吉日
これらの暦注下段における吉日は七箇の善日と呼ばれる。

#### 天赦日
てんしゃにち、てんしゃび。暦には「天しや」と書かれ、選日にも書かれる。この日は、百神が天に昇り、天が万物の罪を赦（ゆる）す日とされ、最上の大吉日である。そのため、天赦日にのみ「万（よろづ）よし」とも注記される。天赦日は季節と日の干支で決まり、年に5回または6回ある。
| 立春から立夏前日まで | 戊寅日 |
| 立夏から立秋前日まで | 甲午日 |
| 立秋から立冬前日まで | 戊申日 |
| 立冬から立春前日まで | 甲子日 |

#### 神吉日
かみよしにち、かみよしび。暦には「神よし」と書かれる。神事に関すること、すなわち神社に詣でること、祭礼、祖先を祀ることに吉とされる。不浄事には凶である。この暦注は、日本独自のものである。神吉日は日の干支だけで決まり（不断）、以下の33種の干支に配当される。数字は甲子日からの日数である。
2乙丑日・4丁卯日・6己巳日・7庚午日・9壬申日・10癸酉日・14丁丑日・16己卯日・19壬午日・21甲申日・22乙酉日・25戊子日・28辛卯日・31甲午日・33丙申日・34丁酉日・36己亥日・37庚子日・38辛丑日・40癸卯日・42乙巳日・43丙午日・44丁未日・45戊申日・46己酉日・48辛亥日・49壬子日・52乙卯日・55戊午日・56己未日・57庚申日・58辛酉日・60癸亥日
江戸時代の暦においては、これらの干支のみで決まる日よりも実際の神吉日の記述は少なく、坎日（九坎）・厭日・厭対日などの具注暦に記された凶日（これらは江戸時代の仮名暦には直接登場しない暦注）と重なった場合は記載しないなどの除外規則があったようであるが、その規則は完全には判明していない。現代の市販の暦でも、多少本来の決め方と異なる場合がある。

#### 大明日
だいみょうにち。暦には「大みやう」と書かれる。「大明」は天地が開通して、隅々まで太陽の日が照る日という意味であり、全ての吉事・善事に用いて大吉である。特に建築・移転・旅行に良いとされる。大明日は、唐代の大明暦で初めて登場した暦注である。大明日は日の干支だけで決まり（不断）、以下の25種の干支に配当される。数字は甲子日からの日数である。6己巳日・7庚午日・44丁未日・55戊午日を除く21種とする説も存在する。
6己巳日・7庚午日・8辛未日・9壬申日・10癸酉日・14丁丑日・16己卯日・19壬午日・21甲申日・24丁亥日・29壬辰日・32乙未日・39壬寅日・41甲辰日・42乙巳日・43丙午日・44丁未日・46己酉日・47庚戌日・48辛亥日・53丙辰日・55戊午日・56己未日・57庚申日・58辛酉日

#### 鬼宿日
きしゅくび。選日および吉凶は二十八宿の「鬼宿」と同じである。

#### 天恩日
てんおんにち。暦には「天おん」と書かれる。名前の通り、天の恩恵を受ける日で、吉事に用いて大吉であるが、凶事に用いてはならないとされる。天恩日は日の干支だけで決まる（不断）。配当には諸説あるが、『暦林問答集』では以下の15種の干支の日としている。数字は甲子日からの日数である。
1甲子日・2乙丑日・3丙寅日・4丁卯日・5戊辰日・16己卯日・17庚辰日・18辛巳日・19壬午日・20癸未日・46己酉日・47庚戌日・48辛亥日・49壬子日・50癸丑日

#### 母倉日
ぼそうにち。暦には単に母倉と書かれる。母が子を育てるように天が人間を慈しむ日という意味で、「七箇の善日」の一つである。何事にも吉で、特に婚姻は大吉とされる。また、普請・造作も吉である。母倉日は節切りで、次の日に配当される。
注：節切り。
| 寅節・卯節             | 子日・亥日             |
| 巳節・午節             | 寅日・卯日             |
| 辰節・未節・戌節・丑節 | 巳日・午日             |
| 申節・酉節             | 丑日・辰日・未日・戌日 |
| 亥節・子節             | 申日・酉日             |

#### 節徳日（月徳日）
せつとくにち。家の増改築など土に関わる行いに吉とされる。節徳日は節切りで、次の日に配当される。
注：節切り。
| 寅節・午節・戌節 | 丙日 |
| 卯節・未節・亥節 | 甲日 |
| 辰節・申節・子節 | 壬日 |
| 巳節・酉月・丑節 | 庚日 |

### 凶日

#### 受死日
じゅしにち、じゅしび。暦の下段に「●」の印で表されることから黒日ともいう。現在の市販の暦では「●日」と書かれることもある。この日は最悪の大凶日とされ、この日には他の暦注は一切見る必要がないという。この日に病を患えば必ず死ぬとまで言われる。病気見舞い、服薬、針灸、旅行が特に凶とされているが、葬式だけは差し支えないとしている。受死日の配当は節切りで、以下のようになっている。
注：節切り。
| 寅節 | 戌日 |
| 卯節 | 辰日 |
| 辰節 | 亥日 |
| 巳節 | 巳日 |
| 午節 | 子日 |
| 未節 | 午日 |
| 申節 | 丑日 |
| 酉節 | 未日 |
| 戌節 | 寅日 |
| 亥節 | 申日 |
| 子節 | 卯日 |
| 丑節 | 酉日 |

#### 十死日
じゅうしにち。暦には「十し」と書かれることがある。受死日（黒日）の次に凶日とされ、全てのことに凶とされる。ただし、受死日と違い、葬式も差し支えありとしている。十死日の配当は節切りで、以下のように、酉・巳・丑の繰り返しになっている。
注：節切り。
| 寅節 | 酉日 |
| 卯節 | 巳日 |
| 辰節 | 丑日 |
| 巳節 | 酉日 |
| 午節 | 巳日 |
| 未節 | 丑日 |
| 申節 | 酉日 |
| 酉節 | 巳日 |
| 戌節 | 丑日 |
| 亥節 | 酉日 |
| 子節 | 巳日 |
| 丑節 | 丑日 |

#### 五墓日
ごむにち。その日取りは人によって異なり、その人の生まれ年の納音の性によって、下表のように決定する。五墓とは五つの墓のことであり、十二支の丑・辰・未・戌が土性なので、これら5つの干支の日を五墓日としている。五墓日はいずれも凶日で、家作りは構わないが、動土・地固め・葬式・墓作り・種まき(播種)・旅行・祈祷などは凶とされる。その名前から、この日にこれらのこと（特に葬式）を行うと、墓を5つ並べる（5人が死ぬ）ことになるとも言われている。
| 木性 | 乙丑日 |
| 火性 | 丙戌日 |
| 土性 | 戊辰日 |
| 金性 | 辛未日 |
| 水性 | 壬辰日 |

#### 帰忌日
きこにち、きしにち、きこび、きこじつ、きいみび。暦には「きこ」とも書かれる。現在の暦では「きいみ」と書かれることもある。帰忌とは、天棓星（てんぼうせい：りゅう座のβ,γ,ζ,ν星）の精である。この帰忌が地上に降りて来て、人家の門の前で家人が帰って来るのを妨害するとされる日が帰忌日である。大変古い暦注で、正倉院に納められている天平勝宝8歳の具注暦にも「帰忌日、其日遠行、帰家、移徙（わたまし）、呼女、娶婦すべからず」と記載されている。市販の暦では、金の貸し借りも凶としている。帰忌日は節切りで、以下のように配当される。
注：節切り。
| 寅節・巳節・申節・亥節 | 丑日 |
| 卯節・午節・酉節・子節 | 寅日 |
| 辰節・未節・戌節・丑節 | 子日 |

#### 血忌日
ちいみにち、ちいみび、ちこにち。暦には「ちいみ」とも書かれる。血忌とは、梗河星（うしかい座のρ,σ,ε星）の精で、中国ではこの3つの星を「殺忌」「日忌」「血忌」と呼んで、殺伐の気を司るとしていた。この日は血を見ることが凶で、特に鍼灸、刑戮（死刑執行）、狩猟などが凶とされる。血忌日は大変古い暦注で、具注暦にも「其日不可針刺出血」と記載されている。血忌日は節切りで、以下のように配当される。
注：節切り。
| 寅節 | 丑日 |
| 卯節 | 未日 |
| 辰節 | 寅日 |
| 巳節 | 申日 |
| 午節 | 卯日 |
| 未節 | 酉日 |
| 申節 | 辰日 |
| 酉節 | 戌日 |
| 戌節 | 巳日 |
| 亥節 | 亥日 |
| 子節 | 午日 |
| 丑節 | 子日 |

#### 天火日
てんかにち、てんかび。地火日に対応する物で、五貧日ともいう。五行説では、火気を天火・地火・人火の3つに分ける。このうち天火とは、天の火気が酷しいという意味である。天火日に棟上げ、屋根葺きなどをすると、必ず火災があるとされている。また、家屋の修理や移徙（わたまし：貴人の転居）に凶とされる。天火日は節切りで、以下のように配当される。これは、三箇の悪日の一つ、狼藉日と全く同じ配当である。
注：節切り。
| 寅節・午節・戌節 | 子日 |
| 卯節・未節・亥節 | 卯日 |
| 辰節・申節・子節 | 午日 |
| 巳節・酉節・丑節 | 酉日 |

#### 地火日（中国の農民暦では「死神」）
ぢかにち、ちかび。天火日に対応する物である。中国の農民暦では「死神」という名称になっており、受死日と同等の扱いとなる。五行説では、火気を天火・地火・人火の3つに分ける。このうち地火とは、大地の火気が酷しいという意味である。地火日には、動土・定礎・柱建て・井戸掘り・種まき・築墓・葬式などが凶とされる。地火日は節切りで、以下のように配当される。これは、十二直の「平」と全く同じ配当であるが、地火日で凶としているものが「平」では吉となっており、矛盾がある。
注：節切り。
| 寅節 | 巳日 |
| 卯節 | 午日 |
| 辰節 | 未日 |
| 巳節 | 申日 |
| 午節 | 酉日 |
| 未節 | 戌日 |
| 申節 | 亥日 |
| 酉節 | 子日 |
| 戌節 | 丑日 |
| 亥節 | 寅日 |
| 子節 | 卯日 |
| 丑節 | 辰日 |

#### 凶会日
くえにち、くえび。暦には「くゑ日」と記載される。陰陽二気の調和がうまく行かず、万事に忌むべき日で、この日に吉事を行うことは凶とされている。市販の暦では「くしえ・くしゑ」となっていることもある。古い暦注の一つで、具注暦には24種の名称で記載されている（下記の表には角カッコで示す）。宣明暦には1年に82回記載され、貞享暦で72回に整理された。凶会日の撰日には諸説あるが、宣明暦時代は節切りで、貞享暦以降は月切り（旧暦）による。凶会日は、節毎に特定の干支を定める。下記のうち、括弧書きのものは貞享暦で廃止されたものである（●は受死日（黒日）と重なるもの、十は十死日と重なるもの）。
注：節切り。
| 寅節 | 辛卯日[三陰]・（庚戌日[陰錯]●）・甲寅日[陽錯] |
| 卯節 | 己卯日[陰道衝陽]・乙卯日[陽錯]・辛酉日[陽錯] |
| 辰節 | 甲子日[絶陰]・乙丑日[絶陰]・丙寅日[絶陰]・丁卯日[絶陰]・戊辰日[単陰]・壬申日[孤辰]・戊申日[孤辰]・庚辰日[陰位]・甲申日[行很]・甲辰日[陽錯]・丙申日[了戻]・甲辰日[陽錯]・庚申日[陰錯孤辰]・（癸亥日[絶陰]●）                               |
| 巳節 | 戊辰日[絶陰]・（己巳日[陽錯絶陽]●）・辛未日[孤辰]・癸未日[孤辰]・乙未日[行很]・己亥日[陰陽衝破]・丙午日[歳博]・丁未日[陰錯了戻]・（丁巳日[陽錯]●）・戊午日[歳博]・己未日[陰錯孤辰]・癸亥日[陰陽交破]                                      |
| 午節 | 丙午日[陰陽倶錯]・（壬子日[陰陽衝撃]●）・戊午日[陰陽倶錯] |
| 未節 | 己巳日[陰錯]・丙午日[遂陣]・丁未日[陽錯]・（癸丑日[陽破陰衝]十）・丁巳日[陰錯]・（戊午日[遂陣]●）・己未日[陽錯] |
| 申節 | 乙酉日[三陰]・甲辰日[陰錯]・庚申日[陽錯] |
| 酉節 | 己酉日[陰道衝陽]・乙卯日[陰錯]・辛酉日[陽錯] |
| 戌節 | （丙寅日[孤辰]●）・甲戌日[陰位]・（戊寅日[孤辰]●）・（庚寅日[行很]●）・辛卯日[絶陽]・壬辰日[絶陽]・癸巳日[絶陽]・甲午日[絶陽]・乙未日[絶陽]・丙申日[絶陽]・丁酉日[絶陽]・戊戌日[単陽]・（壬寅日[了戻]●）・庚戌日[陽錯]・甲寅日[陰錯孤辰]● |
| 亥節 | 乙丑日[孤辰]・己巳日[陰陽衝破]・丁丑日[孤辰]・戊子日[歳博]・己丑日[孤辰]・戊戌日[絶陽]・己亥日[絶陰]・辛丑日[行很]・壬子日[歳博]・癸丑日[陰錯了戻]・丁巳日[陰陽交破]・癸亥日[陽錯]                                                        |
| 子節 | 戊子日[陰陽倶錯]・丙午日[陰陽衝撃]・壬子日[陰陽倶錯] |
| 丑節 | 戊子日[遂陣]・丁未日[陰陽倶錯]・壬子日[遂陣]・（癸丑日[陽錯]十）・癸亥日[陰錯] |

ちなみに具注暦では、凶会日でない日には大歳神・小歳神の記述として、「大歳後」「大小歳位」「大歳前小歳対」などといった記述がなされたが、凶会日にはその代わりに24種類ある凶会日の該当する種類の名称が書かれた。仮名暦では凶会日の細かな分類の名称を書かず、単に下段に「くゑ日」と記載されるようになった。

#### 往亡日
おうもうにち。「往（ゆ）きて亡ぶ日」の意味であり、昔はこの日に軍を進めることや遠行が忌まれた。また、拝官・移転・婚礼などが凶となる。往亡日は節切りで、各月の節気の日からの日数で決められている。
注：節切り。
| 寅節 | 7日目  |
| 卯節 | 14日目 |
| 辰節 | 21日目 |
| 巳節 | 8日目  |
| 午節 | 16日目 |
| 未節 | 24日目 |
| 申節 | 9日目  |
| 酉節 | 18日目 |
| 戌節 | 27日目 |
| 亥節 | 10日目 |
| 子節 | 20日目 |
| 丑節 | 30日目 |

#### 三箇の悪日
三箇の悪日（さんがのあくにち）とは、大禍日、狼藉日、滅門日の3つの凶日の総称である。三箇の悪日は、その人の生まれ年の十二支によって撰日が異なる。例えば、巳年生まれの人は申日・酉日・寅日が三箇の悪日となる。1月の悪日は寅年生まれの人のみ、2月は卯年生まれの人のみというように、忌節によって適用される生年の十二支が限られる。しかし、市販の暦には、この表に書かれた全ての日を、生年に関係なく全ての人にとっての悪日としているものもある。三箇の悪日は万事に用いるべからず、とされており、特に仏事は大凶としている。
注：節切り。
| 生年 | 忌節 | 大禍日 | 狼藉日 | 滅門日 |
| ---- | ---- | ------ | ------ | ------ |
| 子年 | 子節 | 酉日   | 午日   | 卯日   |
| 丑年 | 丑節 | 辰日   | 酉日   | 戌日   |
| 寅年 | 寅節 | 亥日   | 子日   | 巳日   |
| 卯年 | 卯節 | 午日   | 卯日   | 子日   |
| 辰年 | 辰節 | 丑日   | 午日   | 未日   |
| 巳年 | 巳節 | 申日   | 酉日   | 寅日   |
| 午年 | 午節 | 卯日   | 子日   | 酉日   |
| 未年 | 未節 | 戌日   | 卯日   | 辰日   |
| 申年 | 申節 | 巳日   | 午日   | 亥日   |
| 酉年 | 酉節 | 子日   | 酉日   | 午日   |
| 戌年 | 戌節 | 未日   | 子日   | 丑日   |
| 亥年 | 亥節 | 寅日   | 卯日   | 申日   |

##### 大禍日
たいかにち。三箇の悪日の中でも最も悪い日とされている。口舌は慎み、家の修理、門戸の建造、船旅、葬送は厳しく忌むべし、とされている。

##### 狼藉日
ろうしゃくにち。万事に凶とされる。この日取りは天火日と全く同じである。この日を犯すと、百事皆失敗すると言われる。

##### 滅門日
めつもんにち。万事に凶で、この日を犯すと、「滅門」の字の通り、一家一門を亡ぼすと言われている。暦注の中に滅日と呼ばれる万事に凶とされる日が存在するが、これは暦法の計算上生じたもの（理想上の暦の1年（＝360日）と実際の1年とのずれが1日分に達した日）であり、全く異なる性格のものである。また、滅日そのものが江戸時代の貞享暦改暦の時に廃止されているため、現在の旧暦などには反映されていない。一方、滅門日を略して「滅日」と呼ぶケースもあり、両者が混同されることがある。

#### 時下食
ときげじき。下食時（げじきどき）とも言う。時下食は、他の暦注と異なり、特定の日の特定の時間だけを忌むものである。時下食とは、歳下食と同様に、流星の一種である天狗星（てんこうせい）の精が食事のために下界に下りて来る時間である。この時に人間が食事をすると、食物の栄養が全て天狗星の精に吸い取られてしまうとされ、その残りを食べると災いがあるという。また、この時間には食事の他、種まきや俵を開けること、沐浴、草木を植えることも凶とされる。時下食の日と時間は以下の通りである。
注：節切り。
| 寅節 | 未日亥刻 |
| 卯節 | 戌日子刻 |
| 辰節 | 辰日丑刻 |
| 巳節 | 寅日寅刻 |
| 午節 | 午日卯刻 |
| 未節 | 子日辰刻 |
| 申節 | 申日巳刻 |
| 酉節 | 酉日午刻 |
| 戌節 | 巳日未刻 |
| 亥節 | 亥日申刻 |
| 子節 | 丑日酉刻 |
| 丑節 | 卯日戌刻 |

#### 歳下食
さいげじき、さいかじき。歳下食とは、時下食と同様に、流星の一種である天狗星（てんこうせい）の精が食事のために下界に下りて来る日であるが、時下食とは異り、歳下食は時間に関係がない。歳下食は軽い凶日とされ、他の暦注に吉日があれば、歳下食は忌む必要がない。ただし、他の凶日と重なると、より重くなる。この日は、大食・大酒を慎む日とされる。また、時下食と同じく、種まきや俵を開けること、草木を植えることも凶とされる。歳下食は特定の干支の日に配当され、その干支は年の十二支により異なる。数字は甲子日からの日数である。
| 子年 | 14 | 丁丑日 |
| 丑年 | 27 | 庚寅日 |
| 寅年 | 4  | 丁卯日 |
| 卯年 | 29 | 壬辰日 |
| 辰年 | 54 | 丁巳日 |
| 巳年 | 43 | 丙午日 |
| 午年 | 44 | 丁未日 |
| 未年 | 57 | 庚申日 |
| 申年 | 34 | 丁酉日 |
| 酉年 | 23 | 丙戌日 |
| 戌年 | 48 | 辛亥日 |
| 亥年 | 5  | 庚子日 |

### その他

#### 重日
じゅうにち。暦には「ちう日」と書かれることがある。重日は、陽が重なる巳の日と、陰が重なる亥の日に配当される。この日に行ったことは重なって起るとされ、吉事には吉で、凶事には凶とされる。ただし、婚礼は再婚に繋がるので良くないとされる。

#### 復日
ふくにち、ぶくび。暦には「ぶく日」と書かれることがある。この日に吉事を行えば吉が重なり、凶事を行えば凶が重なるとされる。ただし、婚礼は再婚に繋がるので凶である。復日は節切りで、以下のように配当される。
注：月は節切り。
| 寅節・申節             | 甲日・庚日 |
| 卯節・酉節             | 乙日・辛日 |
| 辰節・未節・戌節・丑節 | 戊日・己日 |
| 巳節・亥節             | 丙日・壬日 |
| 午節・子節             | 丁日・癸日 |